# Zingiber chrysanthum
Zingiber chrysanthum är en enhjärtbladig växtart som beskrevs av William Roscoe. Zingiber chrysanthum ingår i släktet Zingiber och familjen Zingiberaceae. Inga underarter finns listade i Catalogue of Life.